# Matthew Carle
Pour les articles homonymes, voir Carle.
Matthew Carle, dit Matt, (né le 25 septembre 1984 à Anchorage dans l'État d'Alaska aux États-Unis) est un joueur professionnel américain de hockey sur glace. Il évoluait au poste de défenseur.

## Biographie
En 2000, il débute en NAHL avec le programme de développement de l'équipe des États-Unis. En 2004, il rejoint l'Université de Denver en NCAA où il remporte le trophée Hobey Baker remis au joueur de l'année dans cette ligue, en 2005. Il est sélectionné au deuxième tour en 47e position au total au repêchage d'entrée dans la LNH 2003 par les Sharks de San José. En 2005, il débute en LNH avec cette équipe. Le 4 juillet 2008, il est échangé au Lightning de Tampa Bay avec Ty Wishart, des choix de premier tour au repêchage de 2009 et de quatrième tour en 2010, en retour de Dan Boyle et Brad Lukowich. Le 7 novembre 2008, il est envoyé aux Flyers de Philadelphie avec un choix de troisième tour en 2009 en retour de Steve Eminger et Steve Downie.
Après quatre saisons à Philadelphie, il retourne à Tampa Bay, le 4 juillet 2012 en signant un contrat de 6 ans pour 33 millions de dollars. Sa production offensive a baissé durant les saisons 2014-2015 et 2015-2016, ce qui mène au fait que son contrat est racheté par le Lightning le 30 juin 2016.
Le 27 juillet 2016, il signe un contrat d'un an pour 700 000 $ avec les Predators de Nashville. Après 6 parties, il n'est plus utilisé par l'entraîneur de l'équipe depuis le 26 octobre. Près d'un mois plus tard, le  23 novembre, il est placé au ballotage par les Predators et n'ayant trouvé aucun preneur, il est libéré de son contrat  deux jours plus tard. Le même jour, il annonce sa retraite.

## Statistiques
| Saison     | Équipe                             | Ligue      |     | Saison régulière | Saison régulière | Saison régulière | Saison régulière | Saison régulière |   | Séries éliminatoires | Séries éliminatoires | Séries éliminatoires | Séries éliminatoires | Séries éliminatoires |
| Saison     | Équipe                             | Ligue      | PJ  | B                | A                | Pts              | Pun              | PJ               | B | A                    | Pts                  | Pun                  |                      |                      |
| 2000-2001  | U.S. National Development Team U18 | NAHL       | 55  | 1                | 4                | 5                | 33               | -                | - | -                    | -                    | -                    |                      |                      |
| 2001-2002  | U.S. National Development Team U18 | NAHL       | 7   | 1                | 2                | 3                | 0                | -                | - | -                    | -                    | -                    |                      |                      |
| 2001-2002  | U.S. National Development Team U20 | USHL       | 12  | 0                | 0                | 0                | 21               | -                | - | -                    | -                    | -                    |                      |                      |
| 2002-2003  | Lancers de River City              | USHL       | 59  | 12               | 30               | 42               | 98               | 11               | 2 | 2                    | 4                    | 20                   |                      |                      |
| 2003-2004  | Pioneers de Denver                 | NCAA       | 30  | 5                | 21               | 26               | 33               | -                | - | -                    | -                    | -                    |                      |                      |
| 2004-2005  | Pioneers de Denver                 | NCAA       | 41  | 12               | 28               | 40               | 62               | -                | - | -                    | -                    | -                    |                      |                      |
| 2005-2006  | Pioneers de Denver                 | NCAA       | 39  | 11               | 42               | 53               | 58               | -                | - | -                    | -                    | -                    |                      |                      |
| 2005-2006  | Sharks de San José                 | LNH        | 12  | 3                | 3                | 6                | 14               | 11               | 0 | 3                    | 3                    | 4                    |                      |                      |
| 2006-2007  | Sharks de San José                 | LNH        | 77  | 11               | 31               | 42               | 30               | 11               | 2 | 3                    | 5                    | 0                    |                      |                      |
| 2006-2007  | Sharks de Worcester                | LAH        | 3   | 0                | 2                | 2                | 0                | -                | - | -                    | -                    | -                    |                      |                      |
| 2007-2008  | Sharks de San José                 | LNH        | 62  | 2                | 13               | 15               | 26               | 11               | 0 | 1                    | 1                    | 4                    |                      |                      |
| 2008-2009  | Lightning de Tampa Bay             | LNH        | 12  | 1                | 1                | 2                | 6                | -                | - | -                    | -                    | -                    |                      |                      |
| 2008-2009  | Flyers de Philadelphie             | LNH        | 64  | 4                | 20               | 24               | 16               | 6                | 0 | 3                    | 3                    | 4                    |                      |                      |
| 2009-2010  | Flyers de Philadelphie             | LNH        | 80  | 6                | 29               | 35               | 16               | 23               | 1 | 12                   | 13                   | 8                    |                      |                      |
| 2010-2011  | Flyers de Philadelphie             | LNH        | 82  | 1                | 39               | 40               | 23               | 11               | 0 | 4                    | 4                    | 2                    |                      |                      |
| 2011-2012  | Flyers de Philadelphie             | LNH        | 82  | 4                | 34               | 38               | 36               | 11               | 2 | 4                    | 6                    | 6                    |                      |                      |
| 2012-2013  | Lightning de Tampa Bay             | LNH        | 48  | 5                | 17               | 22               | 4                | -                | - | -                    | -                    | -                    |                      |                      |
| 2013-2014  | Lightning de Tampa Bay             | LNH        | 82  | 2                | 29               | 31               | 28               | 4                | 1 | 0                    | 1                    | 0                    |                      |                      |
| 2014-2015  | Lightning de Tampa Bay             | LNH        | 59  | 4                | 14               | 18               | 26               | 25               | 0 | 3                    | 3                    | 4                    |                      |                      |
| 2015-2016  | Lightning de Tampa Bay             | LNH        | 64  | 2                | 7                | 9                | 26               | 14               | 0 | 5                    | 5                    | 4                    |                      |                      |
| 2016-2017  | Predators de Nashville             | LNH        | 6   | 0                | 1                | 1                | 0                | -                | - | -                    | -                    | -                    |                      |                      |
| Totaux LNH | Totaux LNH                         | Totaux LNH | 730 | 45               | 238              | 283              | 251              | 127              | 6 | 38                   | 44                   | 36                   |                      |                      |

## Carrière internationale
Il représente les États-Unis au niveau international.
| Année | Compétition                  |    | PJ | B | A | Pts | Pun                |  | Résultat |
| 2002  | Championnat du monde -18 ans | 8  | 0  | 3 | 3 | 2   | Médaille d'or      |  |          |
| 2004  | Championnat du monde junior  | 6  | 1  | 0 | 1 | 4   | Médaille d'or      |  |          |
| 2013  | Championnat du monde         | 10 | 0  | 2 | 2 | 2   | Médaille de bronze |  |          |